# Jan & Kjeld
Jan & Kjeld is een Deens banjoduo dat populair was rond 1960. Het zong voornamelijk Duitstalige covers van bekende liedjes, maar is vooral bekend van de hit Banjo Boy.

## Biografie
Kjeld Wennick werd op 3 februari 1944 geboren in Gränna in Zweden en zijn broer Jan op 27 juli 1946 in Kopenhagen. Kjeld leerde al op jonge leeftijd banjo spelen en trad vanaf 1954 samen op met zijn vader Svend. Jan ging vaak met hen mee en leerde ook banjo spelen. In 1956 verving Jan zijn vader en werd het duo Jan & Kjeld gevormd. Bij optredens stond Jan altijd rechts, omdat hij linkshandig was (anders zouden de halzen van de banjo's tegen elkaar stoten). Er was voor hem daarom een linkshandige banjo gemaakt. Jan & Kjeld namen deel aan talentenjachten en traden op voor radio en televisie, waardoor ze in korte tijd bekendheid verwierven in Denemarken en West-Duitsland. In die tijd namen Jan & Kjeld hun versie van het nummer Tom Dooley op, dat toen net populair was in de versie van het Kingston Trio. In 1959 kreeg het duo een platencontract bij Ariola.
Het eerste wapenfeit van het duo was Tiger rag, een cover van de jazzstandard uit de jaren 1910 van de Original Dixieland Jazz Band. Jan en Kjeld waren toen respectievelijk 13 en 15 jaar oud. Het nummer werd een bescheiden hit in Nederland en Duitsland. Pas met de Duitstalige opvolger Banjo Boy braken de tieners definitief door. Dat nummer haalde in Nederland de top 5 en werd in Duitsland een nummer 1-hit. Zelfs in Engeland en Amerika werden het bescheiden hitjes, wat bijzonder is voor Duitstalige nummers. Door de populariteit van dat nummer werden Jan & Kjeld in Duitsland ook vaak Die Banjo Boys genoemd. Hoewel ze in Nederland daarna alleen nog een hit hadden met Itsy bitsy teenie weenie Honolulu Strand Bikini, een Duitse vertaling van Brian Hylands Itsy bitsy teenie weenie yellow polka dot bikini, stonden ze in Duitsland tot 1963 nog twaalf keer in de Top 50. Daar haalden ze in 1961 zelfs nog een keer de tweede plaats met de Ricky Nelson cover Hello Mary Lou, dat net als al hun andere hits na Tiger rag in het Duits werd gezongen. Naast hun Duitstalige albums werden ook albums met Engelstalig repertoire opgenomen. Hoewel ze in deze periode niet meer in de Nederlandse hitlijsten stonden, traden ze nog wel af en toe op in Nederland.
De jongens kregen langzamerhand de baard in de keel en daardoor nam de interesse in Jan & Kjeld af. In 1964 was hun zangcarrière voorbij, hoewel ze ruim tien jaar later nog twee Deenstalige disconummers uitbrachten: Så lyk'lige som vi in 1976 en Det går op, det går ned in 1977. Eind jaren 70 besloten ze definitief te stoppen met zingen, hoewel ze in de jaren 80 nog af en toe optraden op golden oldies-shows in Duitsland. 
Hoewel Jan zich terugtrok uit de muziekindustrie, bleef Kjeld daarin actief. In 1983 richtte Kjeld het platenlabel Mega Records op. Dat label nam in 1991 onder andere de groep Ace Of Base onder contract, die een paar jaar later wereldberoemd werd. In 2001 verkocht Kjeld het label aan het Duitse Edel Music en de naam van het label werd daarmee Edel-Mega Records. Het had toen echter al niet meer het succes van de jaren 90. In 2003 was Kjeld één seizoen te zien als jurylid in de Deense versie van Idols en sinds 2006 was Kjeld uitbater van een café aan de haven in Kopenhagen. Hij overleed in 2020.

## Bezetting
- Kjeld Wennick
- Jan Wennick

## Discografie

### Singles
| Single met hitnotering(en) in oude hitlijsten   | Datum van verschijnen | Datum van binnenkomst | Hoogste positie | Aantal maanden | Opmerkingen | Bron                 |
| ----------------------------------------------- | --------------------- | --------------------- | --------------- | -------------- | ----------- | -------------------- |
| Tiger rag                                       |                       | nov 1959              | 11              | 4M             |             | Muziek Expres Top 15 |
| Tiger rag                                       |                       | nov 1959              | 18              | 2M             |             | Muziek Parade Top 20 |
| Banjo boy                                       |                       | mrt 1960              | 4               | 7M             |             | Muziek Expres Top 15 |
| Banjo boy                                       |                       | apr 1960              | 4               | 6M             |             | Muziek Parade Top 20 |
| Banjo boy                                       |                       | 27-5-1960             | 5               | 26             |             | Foon                 |
| Itsy bitsy teenie weenie Honolulu Strand Bikini |                       | sep 1960              | 4               | 4M             |             | Muziek Parade Top 20 |
| Itsy bitsy teenie weenie Honolulu Strand Bikini |                       | sep 1960              | 4               | 2M             |             | Muziek Parade Top 20 |
| Itsy bitsy teenie weenie Honolulu Strand Bikini |                       | 25-11-1960            | 18              | 1              |             | Foon                 |
| Itsy bitsy teenie weenie Honolulu Strand Bikini | re-entry              | dec 1960              | 12              | 2M             |             | Muziek Parade Top 20 |

## Hits in Duitsland
- 1960 - Banjo Boy
- 1961 - Hello, Mary Lou